# Joaquín Murrieta

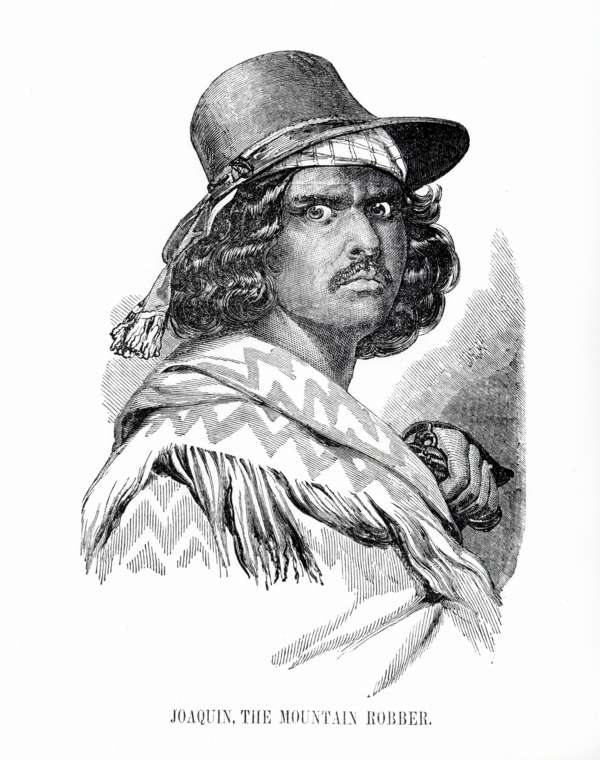
Joaquín Murrieta

Joaquín Murrieta (Álamos?, 1829 – Panoche Pass, 25 juli 1853) was een Mexicaans-Amerikaans outlaw. Over zijn lotgevallen tijdens de Californische goldrush doen talloze legendes de ronde, en hij staat ook wel bekend als de Mexicaanse Robin Hood.

## Biografie
Over Murrieta's vroege leven is nauwelijks wat bekend. Hij kwam waarschijnlijk in de Mexicaanse staat Sonora, uit Álamos of anders Trincheras, hoewel anderen beweren dat hij eigenlijk een Chileen of een Amerikaan met Cherokee voorouders was.
Murrieta trok in 1850 naar Californië, tijdens de goudkoorts en twee jaar nadat Mexico dat gebied na de Mexicaans-Amerikaanse Oorlog met de Vrede van Guadalupe Hidalgo aan de Verenigde Staten had moeten afstaan. Murrieta kreeg snel te maken met discriminatie en racisme door nieuwe Anglo-Amerikaanse bewoners van het gebied. Terwijl hij naar goud aan het graven was werd hij door Amerikaanse bandieten aangevallen en mishandeld, en zijn echtgenote werd door hen verkracht. Murrieta wilde een rechtszaak tegen de aanvallers aanspannen, maar zag hier vanaf nadat een vriend hem informeerde dat het bij wet verboden was voor een Mexicaan tegen een blanke te getuigen. Murrieta besloot het recht in eigen hand te nemen: hij richtte met zijn vrienden een bende op om wraak te nemen op de aanvallers, en wist zes van hen te vermoorden.
Daar hij nu een misdadiger was werden hij en zijn mannen gedwongen als outlaw te leven. Met zijn bende, bestaande uit de 'vijf Joaquíns' (naast Murrieta waren dat Joaquín Botellier, Joaquín Carrillo, Joaquín Ocomorenia en Joaquín Valenzuela) en zijn rechterhand 'Drievingerige Jack' terroriseerden zij de Sierra Nevada. Zij voorzagen in hun levensonderhoud door overvallen en berovingen. Murrieta werd populair onder de Mexicanen in Californië, die hem zagen als een verzetsheld tegen de Anglo-Amerikaanse dominantie. Volgens de legende zou hij geprobeerd hebben zo veel mogelijk Amerikanen te vermoorden om Californië zo weer Mexicaans te maken; een bekende corrido over zijn leven vermeldt dat hij 1200 Amerikanen vermoord zou hebben. In werkelijkheid worden 'slechts' 19 moorden aan Murrieta toegeschreven.
In 1853 werd in opdracht van de gouverneur van Californië de California State Rangers opgericht om de bandietenplaag tegen te gaan. Op Murrieta's hoofd stond inmiddels een beloning van 5000 dollar. Op 25 juli van dat jaar wist een groep rangers bij een schermutseling twee Mexicanen te doden, waarvan een waarschijnlijk Murrieta. Desalniettemin is het niet helemaal zeker of Murrieta werkelijk om het leven was gekomen; nog jarenlang gingen berichten rond dat Murrieta gesignaleerd zou zijn, en zijn zuster verklaarde dat het lichaam dat Murrieta geweest zou zijn een andere persoon was.
Murrieta's hoofd werd afgehakt en in een pot met brandewijn gestopt. Dit hoofd werd jarenlang in Californië tentoongesteld op kermissen en andere attracties tot deze bij de aardbeving van San Francisco in 1906 verloren ging. Murrieta heeft een grote invloed gehad op de Californische volkscultuur, veel cafés, restaurants, hotels, etc. in Californië beweren bijvoorbeeld dat Murrieta er heeft gegeten of overnacht, en hij wordt in vele boeken, films en liederen aangehaald. Al in 1854 verscheen van de hand van John Rollin Ridge een gefictionaliseerd levensverhaal van Murrieta. Over zijn leven is een bekende corrido geschreven, en ook Víctor Jara, Quilapayún, Sons of the San Joaquin en Aleksej Ribnikov hebben over hem gezongen. Pablo Neruda schreef een toneelstuk over Murrieta. Ook is Murrieta een van de belangrijkste inspiratiebronnen voor het personage Zorro.